# Sombrio
Sombrio é um município brasileiro localizado no extremo sul de Santa Catarina, no litoral, a 7 km do mar. Distante 245 km de Florianópolis e 230 km de Porto Alegre. Distante apenas 30 km da fronteira com o estado do Rio Grande do Sul. Possui uma área de 142,7km² e limita-se ao norte com os municípios de Araranguá e Ermo; ao sul, Santa Rosa do Sul; a oeste e leste, consecutivamente, faz divisa com os municípios de Jacinto Machado e Balneário Gaivota.
Conforme apurado pelo IBGE, no último censo demográfico, tinha, em 2022, 20.991 habitantes. São 209,06 habitantes por quilômetro quadrado. Em 2024, a população estimada é de 31.397. Segundo indica o Tribunal Superior Eleitoral (TSE), são 11.254 mulheres e 10.248 homens aptos a votar. 

## História
O município de Sombrio emancipou-se politicamente pela lei estadual nº 133 de 30 de dezembro de 1953, com território desmembrado de Araranguá.
Sua colonização foi feita principalmente por açorianos, portugueses, italianos e alemães. Faz parte da região do litoral catarinense, anteriormente habitado por nativos conhecidos por "homem do sambaqui" e Guaranis, estes últimos também conhecidos por Carijós. Os primeiros contatos com os europeus foram durante a instalação das Capitanias Hereditárias no Brasil. Os primeiros europeus a passar por Sombrio, no século XVI eram de origem espanhola, visto que a região ao sul de Laguna pertencia, pelo Tratado de Tordesilhas, de 1494, à Espanha. Após o Tratado ser desfeito, as terras ao sul de Laguna passaram a ser de domínio português, com a criação do Arraial que hoje é conhecido por Laguna,e então a região passou a ser desbravada.

## Economia
Na agricultura, os principais produtos são o arroz, fumo, banana e maracujá. Na indústria, temos confecções, cerâmica, móveis e calçados, e no comércio, lojas de confecções, materiais de construção civil, lojas de eletrodomésticos, entre outros.

## Turismo
Sombrio é um local de grande movimentação de turistas na temporada de verão, especialmente por ser o ponto de acesso para o município litorâneo de Balneário Gaivota, desmembrado de Sombrio em 1995. Também é um importante acesso para a cidade de Jacinto Machado, onde é possível visitar os Cânions por meio de trilhas guiadas pelo Parque Nacional da Serra Geral e Parque Estadual Aparados da Serra. A cidade é conhecida por ser banhada pela Lagoa de Sombrio, maior lagoa de água doce de Santa Catarina. Além da lagoa, alguns pontos turísticos são as Furnas, conjunto de grutas localizadas às margens da BR-101, o Morro da Moça, o Morro da Santa, a Praia de Gaivotas e o Calçadão Cultural, uma espécie de museu a céu aberto.
Suas principais datas festivas são o aniversário da cidade, em 30 de dezembro, Festa do Padroeiro, no dia 13 de junho, e o Arraialfest, uma grande festa realizada a cada dois anos, geralmente no último final de semana de julho.
A algumas pessoas não se agradam do nome da cidade, por ter conotação de tristeza. Mas a referência ao local é devido à palavra sombra, lembrando repouso. Certas figueiras que serviam de lugar onde o caminheiro descansava. Em tempos remotos, esse local fazia parte do Caminho das Tropas até Viamão e, muitos viajantes paravam á sombra das árvores para descansar - daí o nome da cidade. Porém, somente em 1820 surgiu o vilarejo que daria origem à cidade.

## Bairros
- São Luiz
- São José[10]
- Centro[10]
- Raizeira[10]
- Retiro da União
- São Francisco
- Morretinho[11]
- Morro do Cipó
- Januária[10]
- Parque das Avenidas
- Nova Guarita
- Boa Esperança
- Nova Brasília[10]
- São Pedro
- Furnas[10]
- São Camilo
- Garuva
- Garuva Nova
- Maracanã
- Sanga D'Areia
- Sanga Negra